# 3-я Гонконгская кинопремия
3-я церемония Гонконгской кинопремии, на которой были отмечены лучшие фильмы 1983 года, состоялась 4 августа 1984 года в отеле Regent International, Гонконг. Во время церемонии вручались награды в 12 категориях.

## Статистика
| Фильм                          | номинации | победы |
| ------------------------------ | --------- | ------ |
| • Аин                          | 9         | 3      |
| • Царство за портьерой         | 8         | 2      |
| • Критическая отметка          | 7         | 0      |
| • Мёртвый и смертоносный       | 5         | 0      |
| • Зу: Воины с Волшебной горы   | 5         | 0      |
| • Шпионы по ошибке             | 5         | 0      |
| • Давай посмеёмся              | 3         | 2      |
| • Последний роман              | 3         | 2      |
| • Гонконг, Гонконг             | 3         | 0      |
| • Папа, ты слышишь, как я пою? | 2         | 2      |
| • Победители и грешники        | 2         | 1      |
| • Дуэль до смерти              | 2         | 0      |
| • Святое пламя военного мира   | 1         | 0      |
| • Я верю!                      | 1         | 0      |
| • Подонки                      | 1         | 0      |
| • Чемпионы                     | 1         | 0      |
| • Безумная миссия 2            | 1         | 0      |
| • Мерцай, мерцай, звёздочка    | 1         | 0      |

## Список номинантов и лауреатов
★ Победители выделены отдельным цветом. 
| Номинация                  | Лауреаты и номинанты                                                                                           | Лауреаты и номинанты                                                                               | Лауреаты и номинанты                              |
| -------------------------- | --- | -------------------------------------------------------------------------------------------------- | ------------------------------------------------- |
| Лучший фильм               | | ★ «Аин» режиссёр: Аллен Фон                                                                        | ★ «Аин» режиссёр: Аллен Фон                       |
| Лучший фильм               | • «Мёртвый и смертоносный» режиссёр: У Ма                                                                      | |                                                   |
| Лучший фильм               | • «Критическая отметка» режиссёр: Кирк Вонг                                                                    | |                                                   |
| Лучший фильм               | • «Царство за портьерой» режиссёр: Ли Ханьсян                                                                  | |                                                   |
| Лучший фильм               | • «Зу: Воины с Волшебной горы» режиссёр: Цуй Харк                                                              | |                                                   |
| Лучшая режиссёрская работа | ★ Аллен Фон за фильм «Аин»                                                                                     | ★ Аллен Фон за фильм «Аин»                                                                         |                                                   |
| Лучшая режиссёрская работа | • Ли Ханьсян за фильм «Царство за портьерой»                                                                   | |                                                   |
| Лучшая режиссёрская работа | • Ву Ма за фильм «Мёртвый и смертоносный»                                                                      | |                                                   |
| Лучшая режиссёрская работа | • Тедди Робин за фильм «Шпионы по ошибке»                                                                      | |                                                   |
| Лучшая режиссёрская работа | • Кирк Вонг за фильм «Критическая отметка»                                                                     | |                                                   |
| Лучшая женская роль        | | ★ Сесилия Ип за фильм «Давай посмеёмся»                                                            | ★ Сесилия Ип за фильм «Давай посмеёмся»           |
| Лучшая женская роль        | • Бриджит Линь за фильм «Зу: Воины с Волшебной горы»                                                           | |                                                   |
| Лучшая женская роль        | • Лю Сяоцин за фильм «Царство за портьерой»                                                                    | |                                                   |
| Лучшая женская роль        | • Чери Чун за фильм «Гонконг, Гонконг»                                                                         | |                                                   |
| Лучшая женская роль        | • Хёй Соуин за фильм «Аин»                                                                                     | |                                                   |
| Лучшая мужская роль        | | ★ Тони Люн Ка-фай за фильм «Царство за портьерой»                                                  | ★ Тони Люн Ка-фай за фильм «Царство за портьерой» |
| Лучшая мужская роль        | • Аллен Фон за фильм «Аин»                                                                                     | |                                                   |
| Лучшая мужская роль        | • Алекс Ман за фильм «Гонконг, Гонконг»                                                                        | |                                                   |
| Лучшая мужская роль        | • Саммо Хунг за фильм «Мёртвый и смертоносный»                                                                 | |                                                   |
| Лучшая мужская роль        | • Ричард Нг за фильм «Победители и грешники»                                                                   | |                                                   |
| Лучший сценарий            | ★ Альфред Чанг за фильм «Давай посмеёмся»                                                                      | ★ Альфред Чанг за фильм «Давай посмеёмся»                                                          |                                                   |
| Лучший сценарий            | • Саммо Хунг, Барри Вонг за фильм «Мёртвый и смертоносный»                                                     | |                                                   |
| Лучший сценарий            | • Лю Винг-Люн за фильм «Критическая отметка»                                                                   | |                                                   |
| Лучший сценарий            | • Си Ёнпхин, Аллен Фон за фильм «Аин»                                                                          | |                                                   |
| Лучший сценарий            | • Ли Ханьсян, Юнг Чюн-Бан за фильм «Царство за портьерой»                                                      | |                                                   |
| Лучший новый актёр         | | ★ Кэрол Чэн за фильм «Последний роман»                                                             | ★ Кэрол Чэн за фильм «Последний роман»            |
| Лучший новый актёр         | • Тони Люн Ка-фай за фильм «Царство за портьерой»                                                              | |                                                   |
| Лучший новый актёр         | • Хёй Соуин за фильм «Аин»                                                                                     | |                                                   |
| Лучший новый актёр         | • Макс Мок за фильм «Святое пламя военного мира»                                                               | |                                                   |
| Лучший новый актёр         | • Ю Ка-Хей за фильм «Я верю!»                                                                                  | |                                                   |
| Лучшая операторская работа | ★ Билл Вонг за фильм «Последний роман»                                                                         | ★ Билл Вонг за фильм «Последний роман»                                                             |                                                   |
| Лучшая операторская работа | • Абдул М. Румджан, Сиу Юэнь-Чи, Артур Вон, Джо Чан, Питер Нгор за фильм «Критическая отметка»                 | |                                                   |
| Лучшая операторская работа | • Ку Квок-Ва, Джонни Ку за фильм «Шпионы по ошибке»                                                            | |                                                   |
| Лучшая операторская работа | • Чань Локъи за фильм «Аин»                                                                                    | |                                                   |
| Лучшая операторская работа | • Ян Линь, Боб Томпсон за фильм «Царство за портьерой»                                                         | |                                                   |
| Лучший монтаж              | ★ Джон Чхау, Ын Камва за фильм «Аин»                                                                           | ★ Джон Чхау, Ын Камва за фильм «Аин»                                                               |                                                   |
| Лучший монтаж              | • Питер Чун за фильм «Дуэль до смерти»                                                                         | |                                                   |
| Лучший монтаж              | • Дэвид Ву за фильм «Критическая отметка»                                                                      | |                                                   |
| Лучший монтаж              | • Чиу Чеук-Ман, Ма Чунг-Ю, Сиу Фун за фильм «Подонки»                                                          | |                                                   |
| Лучший монтаж              | • Питер Чун, Чи Квонг-Шек за фильм «Зу: Воины с Волшебной горы»                                                | |                                                   |
| Лучшая работа художника    | ★ Сун Хун-Винг за фильм «Царство за портьерой»                                                                 | ★ Сун Хун-Винг за фильм «Царство за портьерой»                                                     |                                                   |
| Лучшая работа художника    | • Рэймонд Ли за фильм «Критическая отметка»                                                                    | |                                                   |
| Лучшая работа художника    | • Кеннет И, Люн Чи-Хинг, Кэй Чунг-Ман за фильм «Шпионы по ошибке»                                              | |                                                   |
| Лучшая работа художника    | • Уильям Чанг за фильм «Последний роман»                                                                       | |                                                   |
| Лучшая работа художника    | • Уильям Чанг за фильм «Зу: Воины с Волшебной горы»                                                            | |                                                   |
| Лучшая постановка экшена   | ★ Лам Чинъин, Юань Бяо, Билли Чан за фильм «Победители и грешники»                                             | ★ Лам Чинъин, Юань Бяо, Билли Чан за фильм «Победители и грешники»                                 |                                                   |
| Лучшая постановка экшена   | • Кори Юэн за фильм «Зу: Воины с Волшебной горы»                                                               | |                                                   |
| Лучшая постановка экшена   | • Клан Юэней за фильм «Чемпионы»                                                                               | |                                                   |
| Лучшая постановка экшена   | • Чэн Сяодун за фильм «Дуэль до смерти»                                                                        | |                                                   |
| Лучшая постановка экшена   | • Саммо Хунг, Лам Чинъин, Юань Бяо, Билли Чан за фильм «Мёртвый и смертоносный»                                | |                                                   |
| Лучшая музыка              | ★ Ли Шоу-Чьен, Ло Та-Юй, Чан Чи-Юэнь за фильм «Папа, ты слышишь, как я пою?»                                   | ★ Ли Шоу-Чьен, Ло Та-Юй, Чан Чи-Юэнь за фильм «Папа, ты слышишь, как я пою?»                       |                                                   |
| Лучшая музыка              | • Джим Сам за фильм «Критическая отметка»                                                                      | |                                                   |
| Лучшая музыка              | • Вайолет Лам за фильм «Аин»                                                                                   | |                                                   |
| Лучшая музыка              | • Крис Бабида за фильм «Шпионы по ошибке»                                                                      | |                                                   |
| Лучшая музыка              | • Вайолет Лам, Стивен Шин, Со Цзян-Хау за фильм «Гонконг, Гонконг»                                             | |                                                   |
| Лучшая песня               | ★ Композитор/текст песни: Хау Таккин • Исполнитель: Со Нои за фильм «Папа, ты слышишь, как я пою?»             | ★ Композитор/текст песни: Хау Таккин • Исполнитель: Со Нои за фильм «Папа, ты слышишь, как я пою?» |                                                   |
| Лучшая песня               | • Композитор: Джорд Лам • Текст: Ченг Квок-Конг • Исполнитель: Джорд Лам за фильм «Шпионы по ошибке»           | |                                                   |
| Лучшая песня               | • Композитор: Кенни Би • Исполнитель: Кенни Би, Панг Кин-Сан за фильм «Давай посмеёмся»                        | |                                                   |
| Лучшая песня               | • Композитор: Сэм Хёй • Исполнитель: Сэм Хёй за фильм «Безумная миссия 2»                                      | |                                                   |
| Лучшая песня               | • Композитор: Крис Бабида • Текст: Ричард Лам • Исполнитель: Чан Кит-Линг за фильм «Мерцай, мерцай, звёздочка» | |                                                   |